# Storia della radio in Italia
La storia della radio in Italia ha inizio nei primi decenni del XX secolo, con esperimenti e trasmissioni pionieristiche che portarono, il 6 ottobre 1924, alla prima trasmissione radiofonica regolare a cura dell’Unione Radiofonica Italiana, ente precursore della radiodiffusione pubblica. Lo sviluppo della radio nel Paese ha attraversato diverse fasi, dal controllo statale durante il regime fascista, all’epoca del monopolio Rai, fino alla liberalizzazione dell’etere e all’avvento delle radio private negli anni Settanta.

## Le origini della radiofonia italiana
In Italia, sebbene il contributo pionieristico di Guglielmo Marconi avesse posto il paese in posizione di rilievo nello sviluppo della telegrafia senza fili, la radiofonia incontrò inizialmente maggiori ostacoli rispetto ad altre nazioni. Durante la prima guerra mondiale, il "radiotelegrafo" fu impiegato principalmente per scopi militari, e l'accesso civile alle trasmissioni era fortemente limitato da una normativa restrittiva. In particolare, la legge n. 503 del 30 giugno 1910 riservava al Regno d'Italia l’esercizio degli impianti di radiotelegrafia, impedendone l’uso privato senza apposita autorizzazione.
Mentre in altri paesi si diffondeva rapidamente l'entusiasmo per il nuovo mezzo di comunicazione, nel giugno del 1923 iniziarono a Roma le trasmissioni sperimentali della prima emittente radiofonica italiana, il Radio Araldo, diretta dall’ingegnere Luigi Ranieri. Quest'ultimo, grazie ai rapporti favorevoli con il ministro delle poste e dei telegrafi Giovanni Antonio Colonna di Cesarò, ottenne nell'agosto dello stesso anno una concessione provvisoria per trasmissioni sperimentali. Tuttavia, all’inizio del 1924, Colonna di Cesarò fu sostituito da Costanzo Ciano, che avrebbe preferito affidare la concessione a Marconi.
Ciano, nominato ministro delle Poste nel primo governo Mussolini, intuì il potenziale strategico del nuovo mezzo e invitò le società interessate alla concessione a trovare un’intesa. Il compromesso fu raggiunto durante l'estate con la costituzione dell’Unione Radiofonica Italiana (URI).

## Il periodo dell'URI (1924-1927)
A seguito del Regio Decreto n. 1067 dell'8 febbraio 1923, che riservava a società concessionarie l’esclusiva del servizio di radioaudizioni circolari, nacquero in Italia diverse imprese in competizione per ottenere la concessione. Tra le principali: SIRAC (collegata alla RCA), Radiofono (fondata da Guglielmo Marconi) e Radio Araldo (dell'imprenditore Luigi Ranieri). Dopo oltre un anno di trattative e un cambio di ministro, il governo favorì Marconi, portando alla fusione tra Radiofono e SIRAC e alla nascita dell’Unione Radiofonica Italiana (URI) il 27 agosto 1924. Con sede a Torino, l’URI ottenne la concessione esclusiva, dando avvio al monopolio radiofonico statale e ponendo le basi dell’attuale Rai – Radiotelevisione Italiana..
Il 5 ottobre 1924, Benito Mussolini pronunciò il primo discorso radiofonico della storia d'Italia da un trasmettitore in prova fornito dalla Marconi Italia, installato a Roma nel rione Prati, all'interno di Palazzo Corradi in via Maria Cristina. L'impianto sarebbe poi divenuto la stazione radiofonica "Roma-1", la prima in Italia dedicata alle radioaudizioni circolari.
Il primo annuncio ufficiale dell'URI fu trasmesso il giorno seguente, 6 ottobre 1924. La voce protagonista della storica trasmissione fu quella della violinista Ines Viviani Donarelli, che inaugurò le trasmissioni radiofoniche italiane con la lettura dell’annuncio d’apertura:
Il 27 novembre il governo Mussolini assegnò all’URI la concessione esclusiva per la gestione della radiodiffusione in Italia, valida inizialmente sei anni e prorogabile di quattro. La concessione fu ufficializzata dal Regio Decreto 14 ottobre 1924, n. 2191, che instaurò un regime di concessione controllata con vigilanza statale, segnando l’avvio ufficiale della radiodiffusione pubblica italiana.
Il 18 gennaio 1925 l'URI pubblicò il primo numero di "Radio Orario", settimanale ufficiale che sarebbe diventato il Radiocorriere TV, con lo scopo di promuovere la radio come nuovo mezzo comunicativo, fornendo palinsesti e raccogliendo opinioni del pubblico.
L'8 dicembre la stazione di Roma fu seguita da installazioni simili a Milano e successivamente a Napoli (1926) e a Torino (1929)..
Nell'ottobre 1926 iniziò la trasmissione della pubblicità radiofonica, con i tempi venduti dalla concessionaria SIPRA.
All'inizio la diffusione della radio in Italia fu limitata dai costi elevati, ma dagli anni Trenta il regime fascista ne favorì l’uso come strumento di propaganda ed educazione, promuovendo l’installazione di apparecchi nelle Case del Fascio e la produzione di ricevitori economici come la Radio Balilla e la Radio Rurale, ampliando così l’accesso anche alle classi meno abbienti e alle zone di campagna.

## Il periodo dell'EIAR (1927-1944)
Con il Regio decreto legge 17 novembre 1927, n. 2207, l'URI fu trasformata in "Ente italiano per le audizioni radiofoniche" (EIAR), un ente pubblico economico dotato di personalità giuridica. Il 15 dicembre dello stesso anno fu stipulata una nuova convenzione, resa esecutiva dal Regio decreto 29 dicembre 1927, n. 2526, che affidava all’EIAR la gestione della radiofonia circolare per 25 anni. Le trasmissioni passarono sotto il controllo del regime, con il Ministero delle poste e telegrafi che acquisì le competenze relative e la prerogativa di nominare quattro membri del consiglio di amministrazione.
Questa trasformazione segnò il consolidamento del monopolio statale sulle trasmissioni radiofoniche in Italia. Formalmente, l’EIAR era una società per azioni, ma di fatto operava sotto la rigida sorveglianza del governo fascista, che ne controllava la gestione e la programmazione. Il passaggio permise al regime di sfruttare la radio come potente strumento di propaganda politica, garantendo un controllo diretto e capillare sulla diffusione dei contenuti, con l’obiettivo di promuovere l’ideologia fascista e costruire un’identità nazionale coerente con i valori del regime.
All’inizio degli anni Trenta, in attuazione del R.D. n. 2207/1927, l’EIAR avviò un piano di potenziamento della rete radiofonica nazionale, costruendo nuove stazioni a Trieste (1931), Bari (1932) e Palermo (1931), e rafforzando quelle esistenti a Genova, Bolzano, Firenze, Milano e Roma. Il 1º luglio 1930 fu inoltre inaugurato a Roma il "Centro Radio Imperiale di Prato Smeraldo", destinato alla propaganda verso l’estero e alla ritrasmissione dei programmi regionali.
Tra il 1931 e il 1935, l’EIAR conobbe significative trasformazioni strutturali e tecnologiche. Il 1º luglio 1931 la Società Idroelettrica Piemonte (SIP) acquisì il controllo della Radiofono e, nel 1933, divenne azionista di maggioranza dell’EIAR, entrando poi nell’orbita dell’Istituto per la Ricostruzione Industriale (IRI), che assicurò il controllo statale sull’ente. Nel 1932 fu inaugurato il moderno centro di produzione radiofonica di via Asiago 10 a Roma, con sette studi specializzati. Dal 1933-34, la rete si articolò in due canali distinti grazie al collegamento via cavo tra stazioni settentrionali e meridionali. Dal 1934 iniziarono anche le trasmissioni all’estero, inizialmente verso le Americhe e l’Estremo Oriente, poi verso il Mediterraneo.
Tra il 1935 e il 1938, la radiofonia italiana subì importanti sviluppi organizzativi e tecnici. Con il R.D.L. n. 1829/1935, la gestione dei programmi radiofonici passò al Ministero per la stampa e la propaganda, mentre gli impianti rimasero al Ministero delle Comunicazioni. Nel 1936 fu completato il collegamento via cavo tra tutte le stazioni italiane, migliorando la trasmissione a livello nazionale. Nel 1937 fu inaugurato il "Terzo programma" della stazione Roma III, più popolare, avviando un sistema radiofonico multicanale. Infine, nel 1938 iniziarono le trasmissioni da Addis Abeba per le colonie africane.
Dopo l’ingresso dell’Italia nella seconda guerra mondiale, il 23 giugno 1940 l’EIAR unificò le trasmissioni radiofoniche su scala nazionale, centralizzando la programmazione su informazione, intrattenimento e propaganda. Il Giornale Radio aumentò le edizioni giornaliere e alle 13 trasmetteva il bollettino del Comando Supremo. Le trasmissioni terminavano alle 22, la musica da ballo fu eliminata e quella leggera ridotta. Il 14 giugno 1942 fu ripristinata la trasmissione su due canali serali ("Programma A" e "Programma B"), segnando un ritorno alla diversificazione dei contenuti.
Dopo l'8 settembre 1943, con la divisione dell’Italia e l’occupazione tedesca, le sedi EIAR operarono localmente. Le stazioni di Palermo, Napoli e Bari furono gestite dagli Alleati per fini propagandistici, mentre quella di Roma fu chiusa dopo la liberazione nel giugno 1944. Successivamente, il governo del Regno del Sud decretò la soppressione dell’EIAR e la nascita della RAI – Radio Audizioni Italiane, con sede a Roma e sotto la vigilanza del Ministero delle poste e delle telecomunicazioni. La trasformazione divenne effettiva nel corso del 1945, segnando l’inizio del servizio pubblico radiotelevisivo italiano in una nuova veste democratica e post-fascista.

## La trasformazione in Rai (1944)
Il 26 ottobre 1944, con il Decreto legislativo luogotenenziale n.457, il governo italiano dispose la trasformazione dell'EIAR in Radio Audizioni Italia (RAI), segnando una netta discontinuità con il passato regime fascista e avviando una nuova fase nella storia della radiodiffusione nazionale.
Nel 1949 la Rai avviò una riorganizzazione della propria offerta radiofonica, istituendo due canali nazionali con programmazioni differenziate: la "Rete Rossa" e la "Rete Azzurra". Questa distinzione, ispirata al modello della BBC, aveva lo scopo di offrire una maggiore varietà di contenuti e di rispondere a un pubblico sempre più articolato. La Rete Rossa si caratterizzava per un taglio più generalista e popolare, mentre la Rete Azzurra proponeva un palinsesto più sperimentale e culturale. Entrambe iniziarono ufficialmente le trasmissioni con questa nuova identità il 3 novembre. Le due reti sono considerate le antenate rispettivamente di Rai Radio 1 (ex Rete Rossa) e Rai Radio 2 (ex Rete Azzurra).
Nel 1950 si aggiunse un terzo canale, il "Terzo Programma", dedicato espressamente alla cultura, alla musica colta, alla letteratura e alla filosofia. Nato con l’intento di elevare il livello intellettuale del pubblico, il Terzo Programma si ispirava ai modelli radiofonici di alta qualità già presenti in altri paesi europei. Questo canale è oggi conosciuto come Rai Radio 3.
Il 29 gennaio 1951, la Rete Rossa trasmise in diretta radiofonica la serata inaugurale della prima edizione del Festival di Sanremo, tenutasi presso il Salone delle Feste del Casinò Municipale della città ligure.
Nel 1952 la Rai avviò la propria programmazione radiofonica notturna, con l’introduzione della trasmissione Notturno italiano, concepita per accompagnare l’ascoltatore durante le ore notturne con musica e rubriche culturali, anche all’estero tramite le onde corte.
Fra le trasmissioni più popolari dell'epoca c'erano i giochi a premi (gli odierni quiz) come Il motivo in maschera, condotto da Mike Bongiorno e Lelio Luttazzi, Rosso e nero con Corrado e Botta e risposta con Silvio Gigli. Fra i programmi culturali ebbe particolare successo L'approdo.

### La nascita della televisione (1954)
Nel 1954 l'introduzione della televisione in Italia non determinò un immediato calo degli ascolti radiofonici, principalmente a causa dell'elevato costo dei televisori e delle limitate ore di trasmissione disponibili. Di conseguenza, la televisione si specializzò in programmi in cui l'immagine rivestiva un ruolo centrale, mentre continuarono a essere principalmente radiofonici i programmi musicali, sia classici sia leggeri, così come i dibattiti e i programmi di approfondimento.

## Anni Sessanta: riorganizzazione e innovazione
Nel 1960 la Rai riorganizzò la propria offerta radiofonica, suddividendo i programmi in tre canali distinti per meglio rispondere alle esigenze di un pubblico in crescita e sempre più diversificato: il Programma Nazionale assunse la denominazione di "Primo Programma", focalizzandosi sull'informazione politica e sociale; il "Secondo Programma", evoluzione della precedente Rete Azzurra, si specializzò in prosa, musica e varietà; il "Terzo Programma" mantenne la sua vocazione culturale, adottando un approccio più divulgativo e accessibile al grande pubblico.
Domenica 10 gennaio 1960 nasce Tutto il calcio minuto per minuto, trasmissione dedicata alla radiocronaca in diretta delle partite del campionato italiano di calcio, ideata da Guglielmo Moretti, con la collaborazione di Roberto Bortoluzzi (che ne fu anche il primo conduttore), Sergio Zavoli e Giorgio Boriani. È considerata la trasmissione radiofonica più longeva e popolare della storia della radio italiana.
Grazie al contributo di Luciano Rispoli, che nel 1963 divenne responsabile del settore Rivista Varietà all’interno della Direzione programmi radiofonici della Rai, la radio si rinnovò nell’epoca dell’avvento della televisione. Sotto la sua direzione, il pubblico giovanile ricevette trasmissioni dedicate, spesso condotte dalla coppia Renzo Arbore e Gianni Boncompagni; programmi come Bandiera gialla e Per voi giovani innovarono profondamente il linguaggio radiofonico. In quegli anni debuttarono anche programmi di grande successo più tradizionali, come Gran varietà e La Corrida.
Alla metà del decennio l’ascolto della televisione raggiunse livelli comparabili a quelli della radio. Questo sviluppo spinse la radio a innovare le proprie strategie per competere con il nuovo mezzo. L’invenzione del transistor e dell’autoradio trasformò la radio in un dispositivo portatile, diffondendone l’uso soprattutto durante gli anni del boom economico, quando divenne la colonna sonora di un nuovo senso di libertà, particolarmente tra i giovani. In contrapposizione al televisore, che rimaneva il «focolare domestico» fisso nel soggiorno di casa, la radio riuscì a mantenere il proprio ruolo, reggendo la concorrenza grazie alla specializzazione dei programmi e al suo forte radicamento nella cultura popolare.
Nel 1966 iniziarono dal Principato di Monaco le trasmissioni regolari di Radio Monte Carlo (RMC), che poteva trasmettere in Italia grazie alla collocazione della sua stazione all’estero. Questo provocò un contenzioso con la Rai, che fece ricorso al tribunale; la sentenza diede ragione all’azienda di stato, costringendo RMC a interrompere le trasmissioni nel territorio italiano.
La contestazione giovanile del 1968 portò una «nuova aria» anche nella radio, modificando il pubblico e favorendo l’affermazione di nuovi generi. Un programma emblematico di questo periodo fu Chiamate Roma 3131, ideato da Rispoli e Adriano Magli, nonostante il parere contrario del direttore Leone Piccioni: si trattava di tre ore di trasmissione quotidiana in diretta telefonica con gli ascoltatori su temi di costume e società, in un periodo di profondi cambiamenti. Il programma, nato nei primi giorni del 1969, ottenne un grande successo, arrivando a raggiungere punte di dieci milioni di ascoltatori. Tra i conduttori si ricordano Boncompagni, Franco Moccagatta e Federica Taddei.

## Anni Settanta: liberalizzazione e il caso di Radio Sicilia Libera
Il 25 marzo 1970, alle 19:30, nacque Radio Sicilia Libera, la prima emittente privata non autorizzata in Italia, fondata da Danilo Dolci e dai suoi collaboratori Franco Alasia e Pino Lombardo. Trasmettendo da Partinico, nel Palermitano, l'iniziativa mirava a denunciare le condizioni di degrado e abbandono delle popolazioni colpite dal violento terremoto del Belice del 1968. L'emittente operò per circa 26 ore, fino al blitz delle forze dell'ordine per bloccarla, trasmettendo un appello disperato: «Qui parlano i poveri cristi della Sicilia occidentale».
Il 7 luglio 1970 venne trasmessa la prima puntata di Alto gradimento, un programma creato da Renzo Arbore, Gianni Boncompagni, Giorgio Bracardi e Mario Marenco che si distinse per il suo stile innovativo e ironico, contribuendo a rivoluzionare il linguaggio radiofonico e a consolidare la popolarità dei suoi autori nel panorama radiotelevisivo italiano.
Nel 1973 ebbe inizio il fortunato ciclo radiofonico de Le interviste impossibili, un esperimento culturale in cui noti intellettuali italiani dialogavano con personaggi storici immaginari, dando vita a incontri fuori dal tempo. Tra le puntate più celebri si ricorda quella del 1º maggio 1975 con la regia di Andrea Camilleri, in cui Umberto Eco intervistò l'immaginaria Beatrice, figura simbolica ispirata alla musa di Dante Alighieri.

## La fine del monopolio statale (1974)
La sentenza della Corte Costituzionale n.225 del 10 luglio 1974 permise ai privati di trasmettere esclusivamente via cavo e in ambito locale, aprendo la strada alla nascita delle prime emittenti indipendenti. La Corte dichiarò il divieto assoluto per i privati una violazione dell’art. 21 della Costituzione (libertà di espressione): la trasmissione via cavo locale non interferisce con il servizio pubblico nazionale e, dunque, non giustifica il monopolio statale.
La sentenza n.202 del 1976 pronunciata dalla Corte Costituzionale sancì la fine del monopolio della Rai sulla radiodiffusione, consentendo le trasmissioni anche via etere su scala locale da parte di emittenti private. Si trattò di una svolta storica, analoga a quanto era già avvenuto per la televisione con la sentenza n.225 del 1974, che aprì la strada alla nascita e alla diffusione delle cosiddette "radio libere".
(Corte cost. n.202/1976)
Nella stessa sentenza si dà atto che le emittenti già attive in Italia sono circa 400: si tratta delle cosiddette "radio pirata" che poi saranno chiamate "radio libere", un fenomeno tipico degli anni Settanta.
(ibidem)
Favorito dall'assenza di una regolamentazione specifica e dalla diffusione di apparecchi radio portatili a transistor, tra il 1976 e il 1978 il numero di queste emittenti passò da circa 150 a oltre 2.800, determinando una profonda trasformazione nel panorama radiotelevisivo italiano. Questa espansione rappresentò un momento cruciale di innovazione culturale e sociale per l'Italia.

### Le radio libere e private
Il termine "radio libere" emerse in Italia a metà degli anni '70 per descrivere le emittenti private che, superando il monopolio statale della RAI, iniziarono a trasmettere contenuti alternativi, spesso con finalità politiche e sociali.
Le radio libere italiane nacquero in un contesto di forte domanda di pluralismo informativo e partecipazione sociale, e si caratterizzarono fin dagli esordi per l'adozione di mezzi tecnici semplici, economici e autogestiti. I primi impianti trasmissivi erano spesso artigianali, composti da trasmettitori a bassa potenza (spesso tra 0,1 e 10 watt), antenne improvvisate e strumentazione audio recuperata da ambienti domestici o da dismissioni commerciali. Le trasmissioni avvenivano inizialmente in ambito locale, sfruttando la modulazione di frequenza (FM), con una copertura territoriale limitata, spesso circoscritta a un quartiere, una città o una vallata.
Sotto il profilo sociale, rappresentarono un fenomeno eterogeneo, coinvolgendo soggetti di diversa natura: collettivi studenteschi, gruppi politici extraparlamentari, associazioni culturali, parrocchie, sindacati, ma anche imprenditori interessati a sperimentare nuovi spazi pubblicitari. Alcune emittenti avevano un orientamento chiaramente politico e militante, altre si proponevano come espressione di realtà locali, con palinsesti incentrati su musica, notizie di quartiere e spazi autogestiti.
Il carattere "libero" non si riferiva soltanto alla mancanza di concessione ufficiale (prima delle regolamentazioni successive alla sentenza n. 202/1976 della Corte Costituzionale), ma anche alla volontà di rompere con la comunicazione verticale e istituzionale della RAI. Le radio libere introdussero nuove forme di interazione con il pubblico, come le telefonate in diretta, le dediche musicali, le trasmissioni in dialetto e il coinvolgimento diretto degli ascoltatori nella creazione dei contenuti.
Nel contesto italiano di quegli anni, i termini radio libere e radio private non sono perfettamente sovrapponibili, pur facendo entrambi riferimento a emittenti sorte in seguito alla sentenza n. 225 del 1974 della Corte Costituzionale.
Le radio libere nacquero principalmente da iniziative collettive legate a movimenti politici, culturali o sociali alternativi, come i gruppi extraparlamentari di sinistra, i collettivi femministi, i centri sociali o realtà dell'autonomia operaia. Queste emittenti si proponevano come strumenti di comunicazione dal basso, sperimentali e spesso antagonisti rispetto ai media ufficiali. La loro programmazione era autogestita, non commerciale e ispirata a un'idea di libertà di espressione radicale.
Le radio private, invece, pur beneficiando dello stesso vuoto normativo, nacquero con finalità principalmente commerciali. Fondate da imprenditori, tecnici o ex-conduttori RAI, esse si ispiravano ai modelli radiofonici anglosassoni e si rivolgevano a un pubblico ampio con un’offerta basata su musica leggera, varietà e pubblicità. La loro struttura organizzativa era più professionale e orientata al mercato.

#### Radio Fiemme
Radio Fiemme, fondata il 3 luglio 1973 a Ziano di Fiemme, è considerata una delle prime emittenti libere italiane nonché la radio libera più longeva d'Italia, con cinquant'anni di attività ininterrotta. L'emittente iniziò le trasmissioni diffondendo nell'intera valle le note de La gazza ladra di Rossini, brano scelto dal fondatore Tarcisio Gilmozzi, con l’assistenza tecnica del figlio Giuliano. La trasmissione avveniva da una soffitta, grazie a un trasmettitore da 0,1 watt e un vecchio giradischi, sulle frequenze FM 104. Nei primi anni, Radio Fiemme operava in modo clandestino, trasmettendo un’ora alla settimana, la domenica pomeriggio, in un contesto in cui vigeva ancora il monopolio statale della RAI, fino alla sentenza del 1974. A differenza di molte altre emittenti pionieristiche, ha proseguito le trasmissioni senza interruzioni, radicandosi profondamente nel territorio.

#### Altre emittenti rilevanti
Negli anni Settanta, dopo la nascita di Radio Fiemme, si sviluppò un vivace movimento di radio libere in tutta Italia. Queste emittenti, spesso caratterizzate da orientamenti politici, sociali o culturali specifici, contribuirono a ridefinire il panorama radiotelevisivo nazionale, favorendo la partecipazione diretta delle comunità locali e sperimentando nuovi linguaggi e modalità di comunicazione.
| Data            | Emittente                    | Città   | Tipologia | Attività                         | Note | Fonti                                                                                             |
| --------------- | ---------------------------- | ------- | --------- | -------------------------------- | --- | ------------------------------------------------------------------------------------------------- |
| 1 gennaio 1975  | Radio Parma                  | Parma   | privata   | in corso                         | Prima radio privata a trasmettere via etere in Italia                                                                      | Radio Radicale – Storia di una radio libera                                                       |
| marzo 1975      | Radio Bologna per l'accesso  | Bologna | libera    | chiusa (fine anni '70)           | Prima radio italiana promossa da movimenti femministi e autonomi                                                           | Ortoleva, Radio in Italia, Laterza, 1998, p. 52                                                   |
| 1975            | Radio Gemini One             | Milano  | privata   | chiusa (fine anni '70)           | Tra le prime radio libere italiane; pioniera del modello FM privato non ideologico e commerciale                           | Ortoleva, Radio in Italia, Laterza, 1998; Balbi, Storia della radio e della televisione in Italia |
| 1975            | Radio Milano International   | Milano  | privata   | chiusa (2005), rilanciata online | Tra le prime radio private commerciali; introdusse un linguaggio e un format innovativo, precursore delle radio FM moderne | Corriere della Sera – La radio dei ragazzi che volevano la musica viva                            |
| primavera 1975  | Radio Milano Centrale        | Milano  | libera    | chiusa (fine anni '70)           | Legata all’area extraparlamentare della sinistra; importante esperienza di comunicazione alternativa                       | Amato, Le radio libere, Dedalo, 1978, p. 87                                                       |
| 1976            | Radio Luna                   | Napoli  | privata   | in corso                         | Radio storica del Sud Italia; promotrice della cultura musicale e sociale locale                                           | Ortoleva, Radio in Italia, Laterza, 1998; Storia di Radio Luna                                    |
| 9 febbraio 1976 | Radio Alice                  | Bologna | libera    | chiusa (12 marzo 1977)           | Emittente simbolo della controcultura; pioniera della radio creativa                                                       | Ortoleva, Radio in Italia, Laterza, 1998, p. 60                                                   |
| aprile 1976     | Radio Città Futura           | Roma    | libera    | in corso                         | Tra le prime radio comunitarie in Italia                                                                                   | Radio Città Futura – Storia                                                                       |
| 1976            | Radio Popolare               | Milano  | libera    | in corso                         | Storica emittente indipendente; riferimento per l’informazione libera                                                      | Amato, Le radio libere, Dedalo, 1978, p. 90                                                       |
| 1976            | Radio Popolare Roma          | Roma    | libera    | in corso                         | Costola di Radio Popolare Milano con focus sulla realtà romana e sociale                                                   | Storia di Radio Popolare Roma                                                                     |
| 1976            | Radio Radicale               | Roma    | libera    | in corso                         | Emittente istituzionale con trasmissioni parlamentari; rilevanza nazionale                                                 | Radio Radicale – Storia                                                                           |
| 1976            | Radio Sherwood               | Padova  | libera    | in corso                         | Radio comunitaria e sociale, importante punto di riferimento per la cultura alternativa                                    | Radio Sherwood – La storia                                                                        |
| 1977            | Controradio                  | Firenze | libera    | in corso                         | Importante emittente fiorentina legata ai movimenti della nuova sinistra                                                   | Controradio – La storia                                                                           |
| 1977            | Radio Onda Rossa             | Roma    | libera    | in corso                         | Radio antagonista e militante, attiva da oltre 45 anni                                                                     | Ortoleva, Radio in Italia, Laterza, 1998, p. 65                                                   |
| 1977            | Radio Onda d'Urto            | Brescia | libera    | in corso                         | Radio antagonista e militante; importante voce delle lotte sociali                                                         | Storia di Radio Onda d'Urto                                                                       |
| 1978            | Radio Dimensione Suono (RDS) | Roma    | privata   | in corso                         | Tra le prime radio private nazionali; pioniere del formato radiofonico commerciale in Italia                               | Il Sole 24 Ore – RDS: Musica, informazione e intrattenimento dal 1978                             |
| 1976            | Radio 105                    | Milano  | privata   | in corso                         | Radio commerciale tra le più ascoltate in Italia, ha contribuito allo sviluppo del formato musicale e intrattenimento FM   | Radio 105 – La storia                                                                             |

### Evoluzione di Rai Radio
In risposta alla nuova situazione prodotta dalla sentenza della Suprema Corte, Rai Radio avviò un processo di innovazione e riorganizzazione della sua programmazione, rafforzando la propria offerta con programmi diversificati per mantenere il proprio ruolo centrale nel panorama radiotelevisivo italiano.
Nei primi anni settanta, Rai Radio era suddivisa in diverse reti con format specifici: la Rai Radio 1, incentrata sull'informazione e sull'attualità, la Rai Radio 2, dedicata a programmi di intrattenimento e musica leggera, e la Rai Radio 3, che offriva programmi culturali e di approfondimento. Dopo la sentenza, queste reti ampliarono e diversificarono ulteriormente la programmazione per rispondere alla concorrenza delle radio libere emergenti.
Nel 1975 vennero introdotti programmi di attualità più interattivi, tra cui il celebre Radio anch'io (dal 1978), un programma d'inchiesta e confronto politico che prevedeva la partecipazione diretta degli ascoltatori tramite telefonate, innovazione importante nel coinvolgimento del pubblico.
Parallelamente, incrementò la sua presenza territoriale tramite sedi regionali potenziate: Torino, Napoli, Palermo e altre sedi produssero programmi mirati a valorizzare le tradizioni culturali locali e a fornire notizie e approfondimenti regionali.
Sul fronte musicale, iniziò a sperimentare nuovi format per attrarre un pubblico giovane, affidando a DJ come Vittorio De Scalzi e Roberto Molinelli la conduzione di programmi musicali innovativi, che introdussero nuovi generi come il progressive rock e la musica internazionale, distaccandosi dal tradizionale repertorio classico o folk.
Un esempio significativo di programmazione culturale fu Spazio Aperto, un programma dedicato all'arte contemporanea e alla letteratura, che promosse giovani artisti e scrittori emergenti italiani.
Inoltre mantenne un ruolo centrale nella diffusione della lingua e della cultura italiana, proponendo programmi educativi e di approfondimento che avevano come obiettivo anche la coesione sociale e culturale del Paese in un momento di rapido mutamento politico e sociale. Questi sviluppi rappresentarono per Rai Radio un periodo di transizione verso una maggiore pluralità interna e un’offerta più competitiva, che ne conservarono il ruolo di servizio pubblico essenziale nel panorama radiofonico nazionale.

## Anni Ottanta: stereofonia, giovani e rivoluzione culturale
Negli anni Ottanta, la RAI continuò a offrire una programmazione radiofonica diversificata, introducendo nuovi format e valorizzando figure storiche del mezzo. Tra le trasmissioni più significative:
- La telefonata (dal 1980): programma ideato e condotto da Gianni Bisiach, in onda su Radio1, proponeva interviste telefoniche a personalità del mondo della cultura, dell’arte e dello spettacolo.[81]
- Parola mia (1985–1988): trasmissione culturale condotta da Luciano Rispoli, incentrata sulla lingua italiana. Sebbene il programma nacque in televisione, ebbe risvolti anche radiofonici nella promozione della correttezza linguistica.[82]

Le emittenti private consolidarono la loro presenza nel panorama radiofonico italiano, offrendo contenuti originali e lanciando nuovi talenti:
- Radio Napoli City: emittente napoletana attiva nella prima metà del decennio, fu una delle prime radio locali a promuovere la musica e la cultura partenopea, ospitando artisti emergenti e affermati.[83]
- Radio DeeJay: creata nel 1982 da Claudio Cecchetto, rivoluzionò il linguaggio radiofonico, introducendo uno stile giovane, ritmato e vicino al pubblico giovanile. Lanciò le carriere di Gerry Scotti, Jovanotti, Amadeus e Fiorello.[84]

Nel 1982 la RAI lanciò due nuovi canali sulla modulazione di frequenza (FM): RaiStereoUno e RaiStereoDue con l’intento era quello di rendere più competitiva la radio pubblica rispetto alle emittenti private, adottando una programmazione più moderna, musicale e dinamica. Le due nuove reti derivavano da Radio1 e Radio2 ma ne differenziavano il palinsesto nelle fasce diurne, offrendo contenuti pensati per un pubblico più giovane e urbano. Furono anche introdotti nuovi linguaggi e formati comunicativi, ispirati al modello delle radio libere, e una maggiore attenzione alla qualità tecnica del suono, grazie alla trasmissione stereofonica. Si trattò di un tentativo di "riposizionamento" del servizio pubblico, che cercava così di recuperare ascoltatori migrati verso l’offerta privata.
Il 1987 è l'anno di nascita di Radio Maria, una rete di radio cattoliche internazionali fondata in Italia. Si tratta di un'emittente dedicata alla diffusione del messaggio cristiano, con particolare attenzione alla preghiera, alla catechesi, alla liturgia e alla musica sacra. L'obiettivo principale è offrire un servizio pastorale attraverso la comunicazione radiofonica, promuovendo la fede cattolica e il sostegno spirituale agli ascoltatori. Radio Maria è gestita dall’Associazione “Fondazione Radio Maria Onlus” ed è diffusa in molti Paesi, con canali locali che trasmettono programmi in diverse lingue. L’emittente è riconosciuta ufficialmente dalla Chiesa cattolica e opera in stretta collaborazione con il clero e le diocesi.
Nel 1988, con la riforma del servizio radiofonico pubblico, le reti RAI modificarono profondamente il loro orientamento editoriale: rinunciarono progressivamente a competere con le emittenti private sul piano quantitativo degli ascolti per puntare invece sulla qualità dell’offerta. Le tre reti si specializzarono ulteriormente: Radio1 si focalizzò su informazione e approfondimento, Radio2 su intrattenimento e musica leggera, mentre Radio3 mantenne il suo profilo culturale e musicale di nicchia.
Fra i programmi di maggior longevità e rilievo nati o consolidatisi in quel periodo si ricorda la trasmissione dedicata all’opera lirica Foyer, poi ribattezzata La barcaccia, in onda su Radio3.
Nel 1988 nacque Audiradio, società consortile costituita dalla RAI, dalla concessionaria pubblicitaria SIPRA e da altre associazioni del settore radiofonico, con l’obiettivo di effettuare rilevazioni sistematiche sull’ascolto radiofonico a livello nazionale. Audiradio divenne l’istituto ufficiale di riferimento per le indagini demoscopiche sull’audience delle emittenti italiane, pubbliche e private.

### Trasformazioni tecniche e innovazioni
Durante questo decennio, la radio italiana – pubblica e privata – attraversò una fase di profonda innovazione tecnologica. Uno dei principali cambiamenti fu la diffusione della trasmissione in stereofonia sulla modulazione di frequenza (FM), che migliorò notevolmente la qualità dell’ascolto, rendendo l’esperienza radiofonica più immersiva, soprattutto per quanto riguarda la musica.
In parallelo, si diffuse l’uso del nastro magnetico e dei registratori a cassette, che consentivano la registrazione delle trasmissioni da parte degli ascoltatori e una maggiore flessibilità nei palinsesti grazie alla possibilità di montare e programmare contenuti preregistrati. Le emittenti private, spesso dotate di mezzi più agili e innovativi rispetto alla RAI, furono le prime a sfruttare appieno queste possibilità.
Inoltre, alcune radio iniziarono a dotarsi di sistemi automatizzati di messa in onda, utilizzando timer e riproduttori programmabili, precursori delle future console digitali. L’adozione dell’equalizzazione audio e dei primi "processori di segnale" diede origine a uno "stile sonoro" distintivo per ogni emittente, con l’obiettivo di fidelizzare l’ascoltatore.

### Impatto culturale e sociale
La radio degli anni '80 contribuì a plasmare l’immaginario collettivo di una generazione, in particolare quella giovanile, proponendo nuovi linguaggi, format e contenuti in grado di riflettere le trasformazioni sociali e culturali del decennio.
Le emittenti pubbliche, pur mantenendo una funzione informativa e pedagogica, iniziarono a sperimentare format più leggeri e intrattenitivi, aprendosi a una maggiore varietà di generi musicali e di linguaggi. Parallelamente, le radio private si affermarono come strumenti di espressione della cultura pop, trasmettendo musica contemporanea, programmi comici e rubriche interattive che rafforzarono il senso di appartenenza degli ascoltatori.
La presenza di conduttori carismatici e vicini al pubblico (come Claudio Cecchetto, Fiorello, Linus, Marco Baldini, Gerry Scotti) rese la figura del dj radiofonico un nuovo archetipo della comunicazione, capace di dettare mode e orientare gusti musicali.
Le radio private, inoltre, svolsero un ruolo fondamentale nella diffusione delle subculture musicali (punk, new wave, reggae) e linguistiche (dialetti, slang giovanile), anticipando le logiche partecipative dell’era digitale. In questo senso, esse contribuirono a rafforzare la dimensione locale e comunitaria dell’ascolto, fornendo una voce a realtà sociali e territoriali marginali.

## Anni Novanta: network e sperimentazioni digitali
Negli anni Novanta, il panorama radiofonico italiano cambiò radicalmente, con l'affermazione dei "network" nazionali, che ristrutturarono il sistema precedentemente dominato da emittenti locali o regionali. Questo processo fu reso possibile dalla legge 6 agosto 1990, n. 223, nota come Legge Mammì, che legalizzò e regolamentò la diffusione delle emittenti private su scala nazionale, ponendo le basi per la nascita di veri e propri poli radiofonici a carattere industriale.
Un "network radiofonico" è un insieme di stazioni radio che trasmettono lo stesso programma, in tutto o in parte, nello stesso momento. Le trasmissioni vengono organizzate da una sede principale, che coordina le varie emittenti collegate. In Italia, con il termine "network nazionale" si indica una rete di radio che copre l'intero territorio nazionale, autorizzata dalla legge a trasmettere in contemporanea. Questo sistema permette di produrre i programmi in modo più efficiente, di gestire la pubblicità in modo centralizzato e di mantenere uno stile uniforme tra le varie stazioni. Allo stesso tempo, ogni emittente può inserire spazi riservati a notizie locali o pubblicità dedicate a specifiche aree geografiche.
Nel 1991, Radio Deejay — fondata da Claudio Cecchetto nel decennio precedente — avviò una ristrutturazione interna e un processo di espansione nazionale che portò alla nascita del programma Deejay chiama Italia, condotto da Linus (Pasquale Di Molfetta) e, successivamente, da Nicola Savino. Il programma divenne uno dei format più longevi e influenti della radio privata, impostando un nuovo modello di radiofonia generalista musicale e parlata rivolto a un pubblico giovane e urbano.
Nel 1995 Radio Capital è stata rilanciata su scala nazionale da Elemedia (gruppo Editoriale L’Espresso). A differenza di Deejay, la nuova Capital si rivolge a un target più adulto e maturo, con una programmazione musicale più raffinata (rock, jazz, pop d’autore) e spazi di approfondimento giornalistico e culturale.
Sempre nel 1995 ha debuttato su Rai Radio 2 Il ruggito del coniglio, un programma satirico ideato e condotto da Marco Presta e Antonello Dose. Grazie alla sua ironia e alla formula innovativa, si è affermato rapidamente come uno dei programmi di punta della radio pubblica. Nello stesso anno, venne fondata Radio Capital, emittente privata caratterizzata da una programmazione musicale e culturale rivolta a un pubblico adulto e interessato ad approfondimenti su temi sociali e politici.
Nel 1997 su Rai Radio 2 è partito Caterpillar, trasmissione di attualità e musica ideata da Massimo Cirri e Sergio Ferrentino. Il programma si è distinto da subito per il suo approccio partecipativo, trattando temi di impegno civile e ambientale e coinvolgendo attivamente gli ascoltatori.
Nel 1999 è stata lanciata Radio 24, la prima radio italiana all-news, appartenente al Gruppo 24 Ore. Specializzata in informazione economica e finanziaria, si rivolge a un pubblico professionale offrendo notizie, approfondimenti e dibattiti in tempo reale.
Sul piano sociale, la radio degli anni Novanta si fece interprete del cambiamento culturale del Paese, adottando un linguaggio più colloquiale, diretto e spesso ironico, in sintonia con il nuovo clima mediatico post-televisivo. Le trasmissioni introdussero format interattivi, con interventi in diretta da parte degli ascoltatori tramite telefono, fax e — verso la fine del decennio — e-mail, anticipando dinamiche che sarebbero state ampliate nell’era digitale.
Dal punto di vista tecnico, la prima metà del decennio vide il consolidamento della trasmissione in modulazione di frequenza (FM), che garantiva una qualità audio superiore rispetto all’onda media. Molti network privati investirono nell’ampliamento della copertura del segnale FM, acquisendo frequenze da piccole emittenti locali per costruire reti nazionali unificate.
Nel corso del decennio si diffusero anche i primi sistemi di automazione delle emittenti, che consentivano la programmazione e la messa in onda computerizzata dei contenuti musicali e pubblicitari. Queste innovazioni resero più efficiente la gestione dei palinsesti e facilitarono l’espansione dei network su scala nazionale.
Verso la fine iniziarono le prime sperimentazioni con il digitale: la RAI avviò progetti pilota per la trasmissione in tecnologia Digital Audio Broadcasting (DAB)), mentre le prime web radio cominciarono a trasmettere su Internet, segnando l’inizio di un nuovo ciclo evolutivo.

### Web radio
Il primo esempio noto di web radio in Italia risale al 1998 con la nascita di RadioNation, considerata una delle prime emittenti italiane a trasmettere esclusivamente via Internet. Fu un progetto indipendente nato per iniziativa di un gruppo di giovani appassionati di musica e nuove tecnologie. La radio trasmetteva in streaming grazie ai primi software di encoding audio e offriva una programmazione musicale alternativa rispetto ai canali tradizionali, spesso con forte attenzione alle scene underground e indipendenti. Sebbene all'epoca l’accesso alla rete fosse ancora limitato (e la banda larga assente), RadioNation rappresentò un esperimento pionieristico che anticipò lo sviluppo delle web radio italiane nei decenni successivi, soprattutto in ambito universitario e comunitario.
Un altro progetto degno di nota è Radio Città Fujiko, storica emittente bolognese, che fu tra le prime radio FM a sperimentare la trasmissione simultanea su Internet a partire dalla fine del 1999, offrendo così un ibrido tra radio tradizionale e diffusione online.

## Il nuovo millennio: la radio ritorna all'antico splendore

### Anni 2000: transizione digitale e rinascita dell'ascolto
All'inizio degli anni 2000, la radio italiana affronta una fase di rinnovamento tecnologico con l'introduzione del DAB, che promette una qualità audio superiore. Tuttavia, la sua diffusione resta limitata per l'assenza di un vantaggio percepito rispetto alla modulazione di frequenza tradizionale. Vengono anche sperimentate altre tecnologie digitali come DRM e FMeXtra, ma con esiti marginali.
Malgrado le incertezze tecnologiche, l’inizio del millennio vede una riscoperta della radio da parte del pubblico. Un sondaggio condotto nel 2004 mostra che oltre il 45% degli italiani preferisce la radio alla televisione. In questi anni la Rai ottiene grande successo con il programma Viva Radio 2, condotto da Fiorello e Marco Baldini, che diventa un fenomeno nazionale per originalità e ascolti.

### Anni 2010: integrazione con il web e nascita della radiovisione
Negli anni 2010, la radio italiana evolve verso una crescente integrazione con il web e le piattaforme social. Il mezzo diventa sempre più interattivo, coinvolgendo direttamente gli ascoltatori attraverso social network, applicazioni per telefonia mobile (app) e streaming online.
Un punto di svolta è l’introduzione della radiovisione da parte di RTL 102.5, che già nel 2007 cominciava a trasmettere i propri programmi anche sul digitale terrestre e sul satellite, trasformando il modello radiofonico in una fruizione audiovisiva simultanea.
Nel frattempo, si afferma il DAB+ come standard per la radio digitale in Europa e anche in Italia, dove il numero di emittenti nazionali e locali che adottano la nuova tecnologia cresce sensibilmente.

### Anni 2020: centenario, podcast e nuove sfide
Nel 2024 si sono celebrati i 100 anni della radiofonia pubblica italiana, occasione per diverse iniziative e per una riflessione sul ruolo del servizio pubblico radiofonico nella società contemporanea.
In questo decennio la radio deve confrontarsi con le piattaforme di podcasting e la diffusione dell’audio "on demand". Le emittenti tradizionali ampliano l’offerta digitale attraverso app proprietarie, canali tematici e serie podcast originali. Rai Radio, in particolare, rafforza il portale RaiPlay Sound, che include contenuti inediti e l’accesso a materiali d’archivio.